# Streblotrichum
Streblotrichum là một chi rêu trong họ Pottiaceae.